# Chankonabe

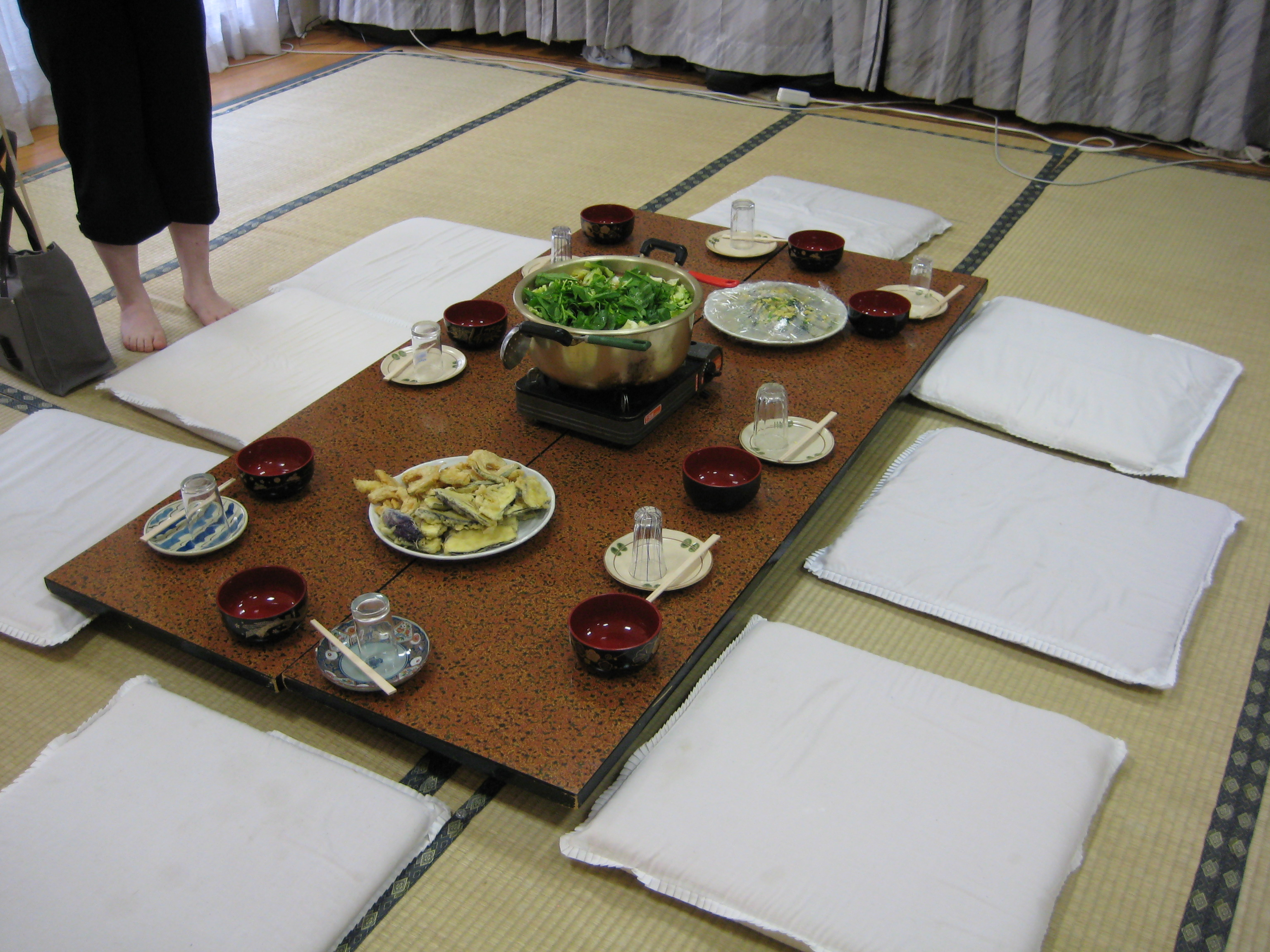
Chanko

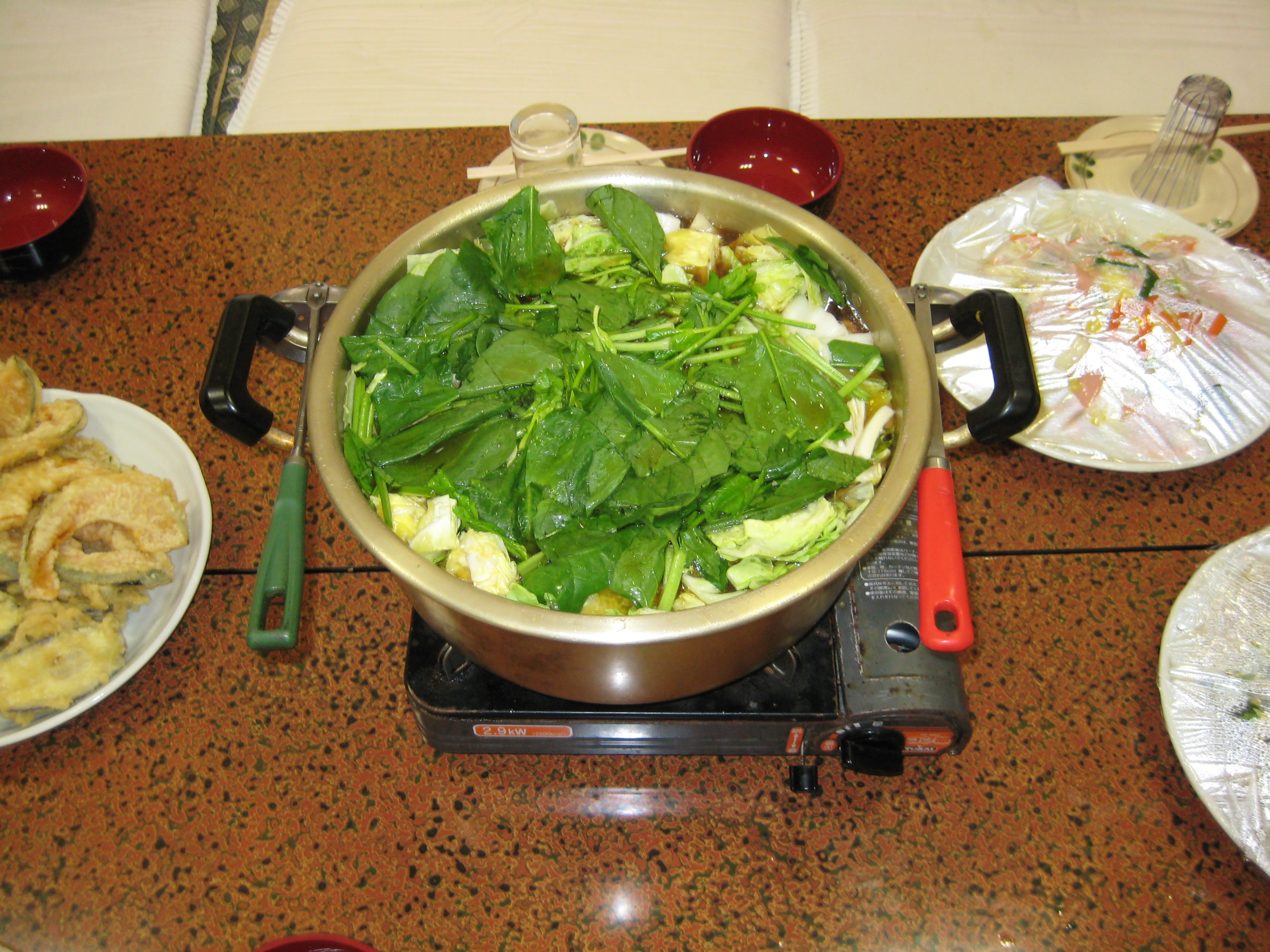
Esempio di chankonabe

Il chankonabe (ちゃんこ鍋?) è uno stufato giapponese (un tipo di nabemono) comunemente mangiato in gran quantità da lottatori di sumo come parte di una dieta di accumulo di peso.

## Ingredienti e consumazione
Il piatto contiene dashi (brodo di pesce) o brodo di pollo con sake o mirin per insaporire. Il piatto non ha una ricetta fissa e spesso contiene quello che è disponibile al cuoco; la maggior parte è composta di grandi quantità di fonti proteiche, come pollo (un quarto, con la pelle), pesce (fritto e a palline), tofu e talvolta manzo, con verdure (daikon, bok choy, etc.)
Sebbene sia considerato un piatto salutare di per sé, chankonabe è molto ricco di proteine e solitamente servito in grandi quantità, con riso e birra, per aumentare il consumo calorico. Il brodo di chankonabe avanzato può anche essere usato come brodo per noodle sōmen o udon.
Il chankonabe tradizionalmente viene servito a seconda dell'esperienza. I lottatori più esperti o gli ospiti della palestra ricevono la prima scelta, mentre quelli più giovani ricevono il resto.

## Origine e usanze
Il chankonabe è anche un popolare cibo da ristorante, spesso servito in ristoranti di lottatori di sumo in pensione specializzati in questo piatto; il primo di questi, Kawasaki Chanko, è stato aperto nel 1937 nel quartiere Ryōgoku di Tokyo, dove si trovano molte palestre di sumo.
Il chankonabe servito durante i tornei di sumo viene fatto esclusivamente con il pollo, perché il lottatore dovrebbe sempre stare su due gambe, come un pollo, non su tutte e quattro.